# Crăciun cu Elisabeta
Crăciun cu Elisabeta (titlul original: în cehă Vánoce s Alžbětou) este un film dramatic de dragoste cehoslovac, realizat în 1968 de regizorul Karel Kachyňa, protagoniști fiind actorii Vlado Müller, Pavla Kárníková, Zdena Hadrbolcová și Mnislav Hofmann.

## Rezumat
Se apropie Crăciunul dar totuși vremea este caldă și ploioasă. Hubert Cmíral, un șofer de camion în vârstă care distribuie alimente magazinelor din sat, este surprins să vadă cum conducerea întreprinderii sale o numește pe tânăra de 21de ani Alžběta Tomajdesová ca partener ajutător. În curând află că ea a crescut într-o casă de copii și și-a petrecut ceva timp într-o casă de corecție pentru fete. Partenerului conservator și singuratic îi displace poziția ușuratică a lui Alžběta atât față de viață, cât și față de îndatoririle ei, precum și faptul că prea repede intră în relații cu bărbații. 
Cei doi, oameni deosebiți, își găsesc înțelegerea unul față de celălalt cu dificultate. Hubert încearcă să o educe pe fată, dar ea îi disprețuiește încercările lui. De-a lungul timpului, însă, află că și colegul ei a avut un trecut complicat, petrecând chiar și ceva timp în închisoare pentru că i-a provocat vătămări corporale grave soției sale. 
Într-o zi, Alžběta și Hubert se ceartă. Fata sparge parbrizul camionului cu o piatră și fuge. La casa de corecție are o confruntare pentru absența ei de la locul de muncă, întrucât se află în perioada de probă pentru „parazitism social”. Hubert o găsește în casa de corecție unde fata s-a refugiat și o convinge să se întoarcă. Dansează împreună la o nuntă din sat la care au fost invitați, iar Hubert se îmbătă. Fata îl duce acasă, dar Hubert o lasă să plece numai după ce își promite că va petrece Ajunul Crăciunului cu el. În cele din urmă, Hubert mănâncă singur cina de Crăciun pregătită cu grijă. Chiar în noaptea aceea, el este chemat urgent să ajute la descărcarea unui vagon în gară. Pe drum, trece pe lângă o iesle de pădure aducându-și aminte că el și Alžběta au observat cu câtva timp în urmă cerbi și acum lângă iesle vede un brad de Crăciun împodobit cu lumânări, printre fulgii de zăpadă care au început să cadă.

## Distribuție
- Vlado Müller – șoferul Hubert Cmíral
- Pavla Kárníková – expeditor Alžběta Tomajdesová
- Zdena Hadrbolcová – directoarea instituției de corecție Poštolková
- Mnislav Hofmann – portarul Franta
- Svatopluk Skládal – dispecerul Sádlo
- Václav Kaňkovský – un traficant
- Jan Kotva – magazionerul Dásnička
- Rudolf Kutílek – un muzician
- Kamil Olšovský – îngrijitorul
- Václav Lochovský – pensionarul
- František Fuka (2) – chelnerul Eda
- Jiří Hasil – maistrul Nikl
- Ludmila Marečková – șefa de magazin
- Magda Paveleková – o vânzătoare
- Milan Holubář – un jucător de cărți
- Ladislav Fecko – un bărbat la primul stand
- Eliška Müllerová – femeie de la țară
- Eva Trunečková – o vânzătoare
- Zuzana Opršalová –Bláža, un deținut al instituției de corecție